# Rat u istočnoj Ukrajini
Rat u istočnoj Ukrajini (ukr. Війна на сході України) ili ranije Oružani sukob na istoku Ukrajine (rus. "Вооружённый конфликт на востоке Украины") je oružani sukob koji se od proljeća 2014. u istočnim područjima Ukrajine vodi između ukrajinskih vojnih i paravojnih formacija na jednoj, te proruskih separatističkih paravojnih postrojba samoproglašene Donjecke Narodne Republike i Luganske Narodne Republike na drugoj strani, u početku predvođene ruskim državljaninom Igorom Strelkovom. Proruski pobunjenici primaju presudno važnu podršku Rusije, a Rusija 2019. godine omogućuje tamošnjim stanovnicima da postanu ruski državljani, te sredinom iste godine rusku putovnicu navodno dobiva njih oko 1500 svakog tjedna.
Dio ukrajinskog državnog teritorija je pod kontrolom proruskih snaga, koje prema procjenama ukrajinskih vlasti broje krajem 2017. godine 40 000 lokalnih separatista uz krucijalno važnu podršku 6000ruskih vojnika. 
Prema pojedinim međunarodnim institucijama, u Ukrajini je tijekom 2014. i 2015. poginulo najmanje 2.000 ruskih vojnika odnosno 3.177 ruskih državljana. Ruske vlasti tvrde da je riječ o građanskom ratu u Ukrajini, ali zapravo ne skrivaju svoju presudno važnu potporu pobunjenicima, izuzev što ondje nema ruskih vojnika koji bi nosili službena obilježja ruskih vojnih snaga. Tvrdi se da je u Ukrajini samo tijekom 2016. ostalo stacionirano gotovo 10 tisuća ruskih vojnika.
Najintenzivniji dio rata je okončan u rujnu 2014. godine, od kada se izmijenjuju primirja i razdoblja sukoba. Do sredine 2018. godine izginulo je u ratnim zbivanjima oko 10 i pol tisuća ljudi.
Do sukoba je došlo nekoliko mjeseci nakon što je na tzv. euromajdanskim protestima svrgnut dotadašnji proruski predsjednik Viktor Janukovič te uspostavljena nova prozapadna i proeuropska vlada na čelu s predsjednikom Oleksandrom Turčinovim i Arsenij Jacenjukom. Nakon ruske aneksije Krima, u dijelovima istočne Ukrajine uz pomoć ruske vojske počeli su se formirati paralelni organi vlasti s vlastitim naoružanim milicijama. Građani su u početku bili sudržani bez obzira na to što su novu ukrajinsku vlast smatrali nelegitimnom. Naoružane proruske skupine u početku su organizirali i vodili ruski državljani Igor Strelkov, Aleksandar Borodaj, Igor Bezler, Aleksandar Možajev Babaj, Valerij Motorola, Aleksej Karjakin i drugi.
Sukob je formalno započeo 7. travnja kada je Turčinov objavio pokretanje "antiterorističke operacije" s ciljem da se na istoku Ukrajine uspostavi "ustavni poredak". To je za posljedicu imalo niz oružanih incidenata koji su relativno brzo eskalirali u oružane sukobe širih razmjera, pri čemu je ukrajinska vlada počela protiv pobunjenika koristiti oklopne jedinice, topništvo i ratno zrakoplovstvo. Ukrajinske snage su od lipnja do početka srpnja uspjele pobunjenike potisnuti iz nekoliko njihovih važnih uporišta kao što su luka Mariupolj i gradovi Slavjansk i Kramatorsk. Sukob je dodatno eskalirao s obaranjem malezijskog putničkog zrakoplova u lipnju 2014. pri čemu je stradalo nekoliko stotina državljana Europske unije. Do sredine kolovoza su ukrajinske snage napredovale do nadomak glavnih pobunjeničkih uporišta - gradova Donjeck i Lugansk, ali su u drugoj polovici kolovoza odbačene dalje od ruske granice. Ukrajinske snage su pretprjele teške gubitke, te je u rujnu 2014. god. sklopljeno primirje kojim je široko područje ostavljeno pod vlašću proruskih separatista; ukrajinske vlasti ovakav ishod pripisuju otvorenoj intervenciji oružanih snaga susjedne Rusije na strani pobunjenika. 
Rat u istočnoj Ukrajini se smatra najvećim oružanim sukobom u Europi nakon velikosrpske agresije 1990.-ih godina.
Tijekom višegodišnjeg sukoba sklapan je i kršen niz primirja; tako se 2019. bilježe primirja u ožujku, lipnju i srpnju.
U sukobu s većom i snažnijom Rusijom, Ukrajina prima važnu podršku NATO pakta, pri čemu se za vojne snage uglavnom pruža podrška osiguravanjem obuke za pripadnike vojnih postrojbi, te dopremanjem nesmrtonosnih vojnih sredstava poput sredstava veze, vojnih kompjutorskih sistema, radara, sredstava za noćno promatranje i sl. Ukrajini - koja i sama ima snažnu vojnu industriju - ključne su isporuke sredstava visoke tehnologija, te su zemlje NATO-a u zadnjim godinama isporučile oružanim snagama Ukrajine i znatne količine najmodernijeg letalnog naoružanja. Uvježbava se i izravniji angažman NATO snaga; tako je 2014. god. oko 1300 vojnika iz 15 zemalja NATO pakta sudjelovalo u vježbi "Rapid Trident" na tlu Ukrajine, te se pod tim nazivom vojne vježbe nastavljaju održavati svake godine.
Sjedinjene Američke Države i Europska unija su zbog ruskog angažmana u Ukrajini nametnuli Ruskoj Federaciji i značajne gospodarske sankcije. S obzirom na to da tim sankcijama nije prekinut izvoz nafte i plina iz Rusije, koji predstavljaju glavni izvor vanjskotrgovinskih prihoda (oko dvije trećine) i oslonac državnog proračuna (prihodi od energenata tu sudjeluju s približno polovinom), te da većina zemalja svijeta ne sudjeluje u tim sankcijama, sankcije su samo donekle produbile gospodarsku krizu u Rusiji - koja se međutim našla gospodarski teže pogođenom zbog pada cijene energenata na međunarodnom tržištu, koji se dogodio nakon početka rata 2014. Valja opaziti da neki analitičari povezuju odluku Saudijske Arabije i drugih bliskih američkih saveznika iz Arapskog zaljeva da organizirano snize cijenu nafte 2014. godine - očitoj nakani da se naškodi ruskim interesima; makar aktivnosti OPEC-a nisu službeno bile povezane sa stanjem u Ukrajini. Ozbiljno zategnuti odnosi između zemalja OPEC-a i Rusije počeli su se poboljšavati tek nakon više godina.
Prema ukrajinskom državnom vrhu, cilj ruskog pritiska na Ukrajinu nije samo aneksija istoka Ukrajine, nego pretvaranje čitave te zemlje u "rusku koloniju".

## Uvod
Ukrajina je stekla neovisnost raspadom SSSR-a 1991., ali je održala bliske veze s Moskvom. Prema popisu iz 2001. godine Ukrajina je imala 48 457 100 stanovnika, od čega su Ukrajinci činili 77,8 %, Rusi 17,3 %, Bjelorusi 0,6 %, a Krimski Tatari 0,5 % stanovništva. Donjecka oblast imala je 4 825 600 stanovnika, od čega su 56,9 % bili Ukrajinci, a 38,2 % Rusi, dok je Luganska oblast imala 2 540 200 stanovnika, od čega su 58 % bili Ukrajinci, a 39 % Rusi. Međutim, velik dio stanovništva koristio se ruskim jezikom, poglavito na istoku zemlje: prema procjenama, skoro polovica ukrajinskih građana govorilo je ruski kao glavni jezik.
Kada je proruski ukrajinski predsjednik Viktor Janukovič 29. studenog 2013. odbio potpisati sporazum o stabilizaciji i pridruživanju zemlje s EU, kako bi umjesto toga jačao trgovinske veze s Rusijom, Ukrajina se našla u krizi: dio je građana htio jače veze sa Zapadom i Europom, a dio jače veze s istokom i Rusijom. To je dovelo do prosvjeda između Janukovičevih pristaša i protivnika. Pokret Euromajdan utjelovio je težnju proeuropskih struja Ukrajine. U noći 30. studenog 2013., po prvi put je korišteno nasilje protiv mirnih prosvjeda na trgu Majdan u Kijevu, pri čemu je 90 prosvjednika ozljeđeno a 35 uhićeno. Prosvjedi i nemiri koji su zrcalili podijeljenost zemlje postajali su sve intenzivniji, te su dosigli vrhunac nasilja u Kijevu između 18. i 20. veljače 2014. Do tog datuma, već je poginulo preko 120 osoba, od čega troje žena - što prosvjednika, što policajaca. Prema procjenama, 75 poginulih bili su prosvjednici.
Nakon što je Janukovič napustio Ukrajinu 22. veljače 2014. i pobjegao u Rusiju, nasilje se širilo između proruskih i proeuropskih skupina države, dok je vlast preuzela privremena vlada koja je raspisala nove izbore 25. svibnja Ruski predsjednik Vladimir Putin odobrio je prikriveno slanje vojnika Rusije na Krim - nakon čega su se javljali maskirani vojnici koji su zauzimali mjesne zgrade jednu po jednu te ju stavljali pod rusku kontrolu - i uz pomoć mjesnog ruskog stanovništva organizirao referendum o pripajanju Krima Rusiji. Do sredine ožujka, u nekoliko gradova, poglavito u Donjecku i Lugansku, naoružane skupine, koje su se isprva zvale "jedinice za samoobranu", su počele zauzimati administrativne zgrade jednu po jednu. Njihovi zahtjevi bili su različiti: neki su tražili da Ukrajina postane federacija, drugi da se te regije pripoje Rusiji, po uzoru na rusku aneksiju Krima. 6. travnja, naoružane proruske jedinice zauzele su mjesnu upravnu zgradu u Donjecku te proglasili "Donjecku Narodnu Republiku". 12. travnja maskirani ljudi u uniformama bez obilježja, naoružani kalašnjikovima, zauzeli su mjesnu policijsku i upravnu zgradu u Slavjansku te proglasili da je grad pod kontrolom "Donjecke narodne republike".
Ovo je privremenu vladu u Kijevu podsjećalo na scenarij prema kojem je u veljači i ožujku 2014. godine Rusija od Ukrajine oduzela Krim. Prosvjedi i nemiri su se proširili po jugu Ukrajine, te doveli do tenzija: ovo je eskaliralo nemirima u Odesi, pri kojima je još pod uvijek nerazjašnjenim okolnostima 46 proruskih prosvjednika poginulo u požaru u zgradi sindikata, u kojoj su našli utočište. 10. srpnja uhićene su dvije osobe, od koje je jedna bila državljanin Rusije, zbog optužbe da su htjeli s još 50 osoba organizirati događaj kojim su htjeli proglasiti "Odešku narodnu republiku".

## Izbijanje oružanog sukoba
27. travnja, naoružane jedinice u Lugansku proglasile su "Lugansku Narodnu Republiku". Između travnja i lipnja, paravojne postrojbe su uspostavile nekoliko kontrolnih točaka koje nadziru ulaz i izlaz iz Slavljenska te su se, prema izvještajima, opirali kontroli ukrajinske vlade. Zauzeli su i kontrolu nad cestama koje vode do sela Semjonovka i Seležnjovka. Pobunjenici su potom uspostavili na desetak kontrolnih točaka i vojnu prisutnost u okolnim gradovima na istoku Ukrajine, među kojima su bili su Mariupolj, Kramatorsk i Kirov. Zapovjednik pobunjenika u Donjecku je Igor Girkin. Pobunjenici su zauzeli i TV stanice na istoku zemlje te počeli emitirati ruske programe.
Prijelazna ukrajinska vlada, uspostavljena sve do predsjedničkih izbora 25. svibnja, je nakon oklijevanja započela protunapad na istoku, koji je nazvala "antiterorističkom operacijom". Vladine snage uspostavile su vlast nad nekoliko gradova u koje su stanovito vrijeme kontrolirale pobunjeničke postrojbe, kao što su Mariupolj i Kirov.
11. svibnja proruske skupine organizirale su referendum o odcjepljenju Donjecka i Luganska od Ukrajine, te proglasili nezavisnost nakon što je prema navodima preko 90% glasača glasovalo "za". EU je referendum proglasio "nezakonitim". Ruski predsjednik Vladimir Putin prethodno je pozvao pobunjenike da odgode referendum i traže dogovor s vlasti u Kijevu, ali su proruski pobunjenici to odbili. Prilikom ukrajinskih predsjedničkih izbora, predstavnici samoproglašenih Donjeckih i Luganskih narodnih republika izdali su odredbe kojima "zabranjuju glasovanje" u tim područjima te su prijetili "smaknuti" svakoga tko je sudjelovao u tim izborima. Tjednima prije izbora, pobunjenici su u tim područjima zauzeli urede za glasovanje, uništili opremu i dokumente, te oteli ili prijetili članovima odbora za izbore.
24. svibnja, dvije pobunjene ukrajinske regije Donjeck i Luhansk proglasile su u ujedinjenje i nastanak nove države, Novorusije. Ta paradržava nema nikakvo međunarodno priznanje.

## Ukrajinski protunapad
| Petro Porošenko, predsjednik Ukrajine (lijevo), i Aleksander Borodaj, prvi premijer Donjecke narodne republike (desno), vođe dvije sukobljene strane |  | Petro Porošenko, predsjednik Ukrajine (lijevo), i Aleksander Borodaj, prvi premijer Donjecke narodne republike (desno), vođe dvije sukobljene strane |
| Petro Porošenko, predsjednik Ukrajine (lijevo), i Aleksander Borodaj, prvi premijer Donjecke narodne republike (desno), vođe dvije sukobljene strane |  | |

Nakon što je na predsjedničkim izborima pobijedio Petro Porošenko s ukupno 54 % glasova, te zauzeo proeuropski stav, javno je obećao da neće dozvoliti da "istok Ukrajine postane Somalija". Ukrajinske snage potom su krenule u otvoreni protunapad. 27. lipnja, Porošenko je potpisao ono što je Janukovič svojedobno odbio 29. studenog 2013.: Ukrajina, Gruzija i Moldavija potpisale su zajedno sporazum o ekonomskom udruživanju s Europskom unijom. Te tri države, koje su nekoć bile dio Sovjetskog saveza, tako su napravile ekonomski i politički korak bliže Zapadu. Rusija je negativno ocijenila ovaj ukrajinski potez: Putin je izjavio da je "ukrajinski odabir europskog puta podijelio tu zemlju na dva dijela te je gurnuo prema bolnom sukobu".
Dana 5. svibnja, ukrajinske snage napale su nekoliko kontrolnih točaka pobunjenika oko Slavjanska. Usljedila je razmjena minobacača. Proruski pobunjenici oborili su vojni helikopter uz pomoć sustava zemlja-zrak. 9. svibnja, oko 40 osoba je ranjeno a najmanje sedam ubijeno u Mariupolju kada su ukrajinske snage pokušale istjerati pobunjenike koji su zauzeli policijsku stanicu. 16.5., borbe su eskalirale kada su pobunjenici, naoružani molotovljevim koktelima i mitraljezima, napali mjesnu vojarnu. 22. svibnja, pobunjenici su iz zasjede napali kontrolnu točku ukrajinske vojske u Blahodatnu te ubili 15 vojnika. Organizacija za europsku sigurnost i suradnju (OESS) poslala je nekoliko stotina promatrača na istok zemlje, kako bi de-eskalirali nasilje te uspostavili činjenice usred sve jačeg propagandnog rata na obje strane, ali su pobunjenici 27. travnja oteli trinaestoricu vojnih promatrača - osam stranih i pet ukrajinskih. Ipak, nakon pregovora, OESS-ovi promatrači su pušteni na slobodu.
Dana 26. svibnja, pobunjenici su nakratko preuzeli kontrolu nad međunarodnim aerodromom u Donjecku. Tucet osoba je poginulo kada je ukrajinska vojska u protunapadu preuzela aerodrom. 28. svibnja pobunjenici u Slavljensku su oborili ukrajinski vojni helikopter, te ubili 14 vojnika u njemu. U ranim jutarnjim satima 2. lipnja, nakon intenzivne borbe koja je trajala devet sati, pobunjenici su preuzeli kontrolu nad graničnom predstražom u Lugansku. Istog dana, ukrajinski vojni zrakoplov pucao je na nenavođeni projektil zemlja-zrak u upravnoj zgradi u Lugansku, koju su držali pobunjenici. Nekoliko osoba u zgradi je poginulo. 14. lipnja pobunjenici u Lugansku su otvorili vatru na ukrajinski vojni zrakoplov, te ga oborili: u njemu je poginulo svih 49 člana posade, od čega su 40 bili vojnici.
Porošenko je 20. lipnja proglasio 10-dnevno primirje, s ciljem da se pobunjenicima koji nisu sudjelovali u ratnim zločinima omogući da se razoružaju i uključe u mirovni proces, što bi uključilo i amnestiju te sudjelovanje u novim izborima. Ipak, primirje je navodno prekršeno 108 puta, pri čemu je ubijeno 27 ukrajinskih vojnika i 9 civila. Nakon optužbi za kršenje primirja s obje strane, isto je završeno 30. svibnja, te je ukrajinska vlada započela intenzivnu protuofenzivu. Nijedna strana nije izrazila javnu volju da se sastane s drugom i porazgovara o pregovorima o miru. Porošenko je, ipak, izrazio spremnost za novo primirje ako se ispune tri uvjeta: svi taoci se moraju osloboditi; vlada mora ponovno preuzeti granicu s Rusijom te naoružane skupine se moraju razoružati. 2. srpnja, ukrajinska vlada je predložila amandmane na Ustav koji bi dozvolili veću autonomiju regijama te upotrebu vlastitog jezika.
Sastavljene su i ukrajinske bojne uz pomoć raznih dobrovoljavca (Donbas, AZOV, Ajdar, Dnipro, Ukraina, itd.) koje su nominalno pod kontrolom Ministarstva obrane, iako imaju i veću autonomiju.

### Kramatorsk
Kramatorsk, grad na sjeveru Donječke oblasti, je napadnut od proruskih pobunjenika 13. travnja, što je dovelo do okršaja s ukrajinskim snagama. Pobunjenici su kasnije zauzeli mjesnu policijsku postaju. Zamijenili su zastavu onom "Donječke republike". Potom su izdali ultimatum u kojem su zahtijevali da gradonačelnik i uprava prisegnu novoj vlasti do ponedjeljka ili će ih izbaciti iz ureda.
Nakon vladine protuofenzive u Donjecku 4. svibnja, započele su teške borbe i za ovaj grad. Ukrajinske snage su se iz nepoznatog razloga povukle iz grada, te su separatisti ponovno prevagnuli. Ipak, napadi su nastavljeni sve do 5. srpnja, kada su se pobunjenici povukli iz grada.

### Horlivka
Militanti su pokušali zauzeti i upravnu zgradu u Horlivci 12. travnja, ali su zaustavljeni. Ipak, 14. travnja, militanti su uspjeli zauzeti zgradu nakon okršaja s policijom. Pojedini pripadnici mjesne policije prešli su na stranu pobunjenika tog dana, dok je ostatak natjeran na povlačenje pozicija. Ukrajinske snage potom su krenule o okruženje grada. Bitke za grad još traju.

### Mariupolj
Aktivisti "Donjecke republike" preuzeli su upravnu zgradu u Mariupolju 13. travnja. Ukrajinske snage su tvrdile da su oslobodile zgradu 24. travnja, ali to su osporili žitelji koje je intervjuirao BBC u blizini zgrade.
Sukobi između ukrajinskih i proruskih snaga eskalirale su u svibnju: ukrajinske snage nakratko su zauzele zgradu, ali su je pobunjenici ponovno osvojili. Militanti su pokrenuli napad na policijsku postaju, zbog čega su ukrajinske snage poslale vojne snage u pomoć. U okršaju, upravna zgrada je zapaljena. Vladine snage nisu uspjele protjerati pobunjenike, što je dodatno pojačalo tenzije u Mariupolju. Ipak, obrat se dogodio 16. svibnja, kada su radnici čeličane Metinvest zajedno s mjesnom policijom i sigurnsnim snagama uspostavili zajedničke snage u kojima su provodili stražu i čistili grad od odmetnika, što je kao nuspojavu imalo i da su otjerali dio pobunjenika iz grada. Ukrajinske snage potom su napale grad te ga vratile pod kontrolu uz pomoć Nacionalne garde 13. lipnja Mariupolj je potom proglašen privremenim glavnim gradom Donječke oblasti, s obzirom na to da su pobunjenici tada još držali Donjeck.

### Prelijevanje sukoba u Rusiju
Dana 13. srpnja, minobacači s ukrajinske strane prešli su granicu te pali na susjednu Rostovsku oblast, na grad Donjeck, Rusija, te ubili jednog 46-godišnjeg civila te ozljedili još dvoje na njegovom imanju. Rusija je zaprijetila odmazdom ako se takvi incidenti ponove, ali je ukrajinska strana odbacila odgovornost te okrivila proruske separatiste, optuživši ih da želi uvući Rusiju u sukob jer gube velike dijelove teritorija.
Dana 4. kolovoza, preko 300 ukrajinskih vojnika je prešlo granični prijelaz Gukovo te se predali ruskoj vojsci. Dio njih je vraćen natrag u Ukrajinu.

### Pad Slavjanska
Pobunjenici su 12. travnja zauzeli i grad Slavjansk. Dočekala ih je gradonačelnica, Nelja Štepa, koja je rekla da se "ne može protiviti njima". Izjavila je da su zgrade preuzeli "dobrovoljci" i "aktivisti". "Ne mogu im se buniti, jer Slavjansk smatra da je Rusija njegov stariji brat i neće se boriti s Rusijom." Među gomilom, ispred zgrade, našao se velik broj ljudi koji su pozdravili militante. Rekli su ukrajinskim novinarima da se "vrate natrag u Kijev". Ipak, Štepa je usprkos tome kasnije privedena te zamijenjena samoproglašenim "narodnim gradonačelnikom", Vječeslavom Ponomarevom. Separatisti su preuzeli i policijsku stanicu iz koje su pokupili oružje. Ukrajinski protunapad započeo je idućeg dana.
Slavjansk je postao snažno separatističko uporište u istočnoj Ukrajini i baza Girkova, samoproglašenog ministra obrane samoproglašene narodne republike Donjeck. Borbe su trajale sve do 5. srpnja između ukrajinskih i proruskih snaga, kada je Slavjansk pao. Prema procjenama, oko 15.000 – 20.000 mještana je raseljeno zbog bitke. Ukrajinski ministar unutarnjih poslova rekao je kako je veliki broj proruskih separatista pobjegao iz grada nakon velikog artiljerijskih napada ukrajinskih snaga. Pobunjenici pokušali napasti Vladine snage, ali su odbijeni minobacačkom vatrom.

### Obaranje malezijskog aviona H17
Dana 17. srpnja malezijski putnički avion s 280 putnika i 15 članova posade koji je letio na relaciji Amsterdam - Kuala Lumpur, oboren je pod još nerazjašnjenim okolnostima u blizini sela Hrabovo u Šahtarskom rajonu Donjecke oblasti na istoku Ukrajine, području koje se tada nalazilo pod kontrolom pobunjenika. Cjelokupna posada je poginula. Ukrajina i proruski pobunjenici međusobno su se optužili za obaranje aviona. UN-ov povjerenik za ljudska prava je naveo kako je možda radi o ratnom zločinu, te pozvao na međunarodnu istragu o događaju. Zasada je nepoznat odgovor na pitanje je li se radilo o nenamjernom, slučajnom obaranju aviona ili ne.

### Ukrajinska ofenziva na Lugansk i Donjeck
Ukrajinske snage su nakon zauzimanja Slavjanska i Kramatorska nastavile ofenzivu s ciljem da se zauzmu Lugansk i Donjeck, glavna uporišta separatista. Pri tome se ih nastojalo opkoliti, odnosno, prije svega, prekinuti komunikacije s ruskom granicom. Kako su se ukrajinske snage približavale gradovima, tako je stanje kod njih postajalo teže. 17.6., dva ruska TV novinara su poginula u napadu minobacačima u blizini Luganska. Donjeck, grad od skoro milijun stanovnika, već 6. srpnja je napustilo oko 30.000 žitelja, oko 12% malih ili srednjih poslovnih grana je ili zatvoreno ili je značajno smanjilo obujam poslova, 8.207 osoba je ostalo bez posla dok je bankovnim automatima ponestalo novaca. Dana 14. srpnja, ukrajinske snage napale su Lugansk s juga i zapada, pri čemu je došlo do teških granatiranja i šteta za taj grad od oko 425.000 stanovnika.
Veliki dijelovi Luganska su ostali bez pitke vode i električne struje. 29. srpnja, ukrajinske snage su otvorile humanitarne konvoje kako bi civili napustili gradove pogođene teškim borbama: prema procjenama, oko 200-500.000 stanovnika je ostalo u Donjecku, a oko 250.000 u Lugansku. Vojni glasnogovornik ukrajinske vlade je 2. kolovoza objavio da su ukrajinske snage zauzele 3/4 teritorija kojeg su nekoć kontrolirali proruski pobunjenici. Ipak, prema UN-u je do 5. kolovoza još uvijek 3,9 milijuna ljudi živjelo u zoni sukoba. Prema izvorima doktora, 250 osoba je ubijeno a 850 ranjeno u regiji Luganska samo tijekom 6. i 7. mjeseca.
Do 3. kolovoza, ukrajinska vlada je vratila 65 gradova i sela natrag pod svoju upravu. Napadi na Donjeck i Lugansk su se posebno intenzivirali tokom augusta, pri čemu su ukrajinske snage doprle do rubova oba grada, te su, posebno s ukrajinske strane, stizale najave o skorom oslobađanju oba grada. Ti su navodi koincidirali s ostavkom Igora Girkina s mjesta komandanta DNR, do kojih je došlo 14. kolovoza Pet dana kasnije su ukrajinske vlasti objavile zauzimanje dijelova Luganska, odnosno kako se u samom središtu grada "vode ulične borbe". Do 16. kolovoza, ukrajinske snage su uhitile preko 1.000 "militanata i subverzivnih osoba" u Donbasu.

### Ruski humanitarni konvoj za Lugansk
Ruska vlada je 11. kolovoza najavila kako će za Lugansk, u kome je zbog ofenzive vladinih snaga došlo do prekida opskrbe vodom, strujom, hranom i plinom poslati konvoj humanitarne pomoći. Konvoj, koji se sastojao od 280 kamiona je krenuo iz Moskve; tokom sljedećih nekoliko dana je trajao spor između ruskih i ukrajinskih vlasti gdje će konvoj prijeći granicu, pri čemu su ukrajinski funkcionari davali kontradiktorne izjave o tome hoće li to uopće dozvoliti. Konvoj je na kraju 22. kolovoza prešao granicu kod mjesta Izvarnije, isti dan stigao u Luhansk te se sljedeći dan vratio preko ruske granice kod mjesta Izvarnije.

### Protuofenziva separatista
Dana 25. kolovoza, proruski separatisti su krenuli u protuofenzivu te ponovno zauzeli velike dijelove teritorija od ukrajinskih snaga, pri čemu su opkolili dio ukrajinskih postrojbi oko Amvrosijivke. Ova protuofenziva se koincidirala s vijestima o prelasku kolone oklopnih vozila nepoznatog sadržaja iz Rusije u Ukrajinu, kraj Novoazovska. Ukrajinska strana je objavila da je pri tom napala i uništila dva tenka. NATO je 28. kolovoza objavio satelitske snimke prema kojima su oklopna vozila i topništvo tjedan dana prelazili iz Rusije u Ukrajinu, te da se 1.000 ruskih vojnika pridružilo proruskim pobunjenicima u Donbasu.
Prilikom ove ofenzive, proruski pobunjenici su ponovno dobili otvor na more kada su zauzeli južni grad Novoazovsk. Potom su njihove snage krenule k Mariupolju, gdje je pokrenuta nova bitka za grad.

### Sporazum o prekidu vatre
Dana 5. rujna 2014. je u Minsku sklopljen sporazum o prekidu vatre koga su potpisali predstavnici ukrajinske i ruske vlade, OESS-a, kao i Donjecke Narodne Republike i Luganske Narodne Republike. Sastoji se od 12 točaka, od kojih većina odmah objavljene; detalji koji su došli u javnost predviđaju razmjenu zarobljenika, povlačenje teškog oružja, uspostavu humanitarnih koridora. Najavljeno je kako će 6. rujna započeti pregovori s ciljem da se pronađe trajno političko rješenje spora.
Ukrajinski predsjednik Porošenko je objavio kako je pobunjenicima spreman ponuditi "specijalni status" za dijelove Donjecke i Luganske oblasti, kao i pravo na korištenje ruskog jezika. Predstavnici LNR su, međutim, izjavili kako će inzistirati na punoj nezavisnosti od Ukrajine.

## Optužbe za ratne zločine
Human Rights Watch (HRW) je upozorio da su obje strane upotrijebile minobacače u sukobu te pozvao pobunjenike da izbjegavaju vojne operacije u naseljenim područjima. Također je naveo da su ukrajinske snage koristile borbene zrakoplove i helikoptere s teškim oružjem, kao što je topništvo koje ostavlja velike kratere. Prema izvještaju UN-a, u prva dva mjeseca ukrajinske protuofenzive, poginulo je 257 civila, od toga 14 djece.
15. svibnja 2014., UN je objavio izvještaj o stanju u Ukrajini. Prema izvještaju, zabilježena su kršenja ljudskih prava na teritoriju separatističkih regija na istoku Ukrajine, kao što su ometanje slobode govora, zlostavljanje manjina, nezakonito zatvaranje i ometanje rada novinara. 24. srpnja, ukrajinske snage su u Slavjensku, koji je do tada bio pod kontrolom pobunjenika, pronašli masovnu grobnicu za koju se sumnja da sadrži 15 tijela. HRW je dokumentirao kršenja ljudskih prava na području pod kontrolom pobunjenika te naveo da su isti "otimali, napadali, mučili i zlostavljali osobe koje su podržavale vladu u Kijevu". Među žrtavama su se našli i studenti iz Nigerije, koje su pobunjenici oteli te su im se rugali na rasnoj osnovi. Jedan pobornik vlade u Kijevu, 40-godišnji A.B., je uhićen u Lugansku od maskiranih vojnika koji su ga odveli u jednu zgradu, skinuli golog, svezali te ga tukli sat i pol zbog optužbi da je "fašist". Hugh Williamson, urednik HRW-a za Europu i srednju Aziju, je izjavio da su te "snage bez ikakve kontrole i zlostavljaju ljude po volji." Ukrajinsko Ministarstvo unutarnjih poslova navodi da je prijavljeno skoro 500 slučajeva otmica ljudi na istoku zemlje između travnja i lipnja 2014. Prema Kijevu, do 1. srpnja, je oteto 717 osoba na istoku, od čega 46 novinara, 112 policajaca, 26 predstavnika OESS-a, 22 člana uprave, 2 odvjetnika i drugih. 392 otetih osoba bile su djevojke i žene. 437 osoba je oslobođeno, dok se za 375 još uvijek traga.
17. kolovoza, Donjecka narodna republika je uspostavila "kazneni zakon" kojim se dozvoljava "kažnjavanje smaknućem osoba osuđenih zbog izdaje, pljačkanja ili špijuniranja." Jedno takvo smaknuće dva vojnika i jednog civila nadgledao je sam Igor Girkin. Napad na izbjeglički konvoj kraj Novosvitlivka također je osuđen kao zločin, iako se ne zna koja je strana odgovorna za njega.
24. kolovoza, su u Donjecku separatisti organizirali uličnu paradu oko 80 zarobljenih pripadnika ukrajinskih vladinih formacija, koji su pri tome bili izloženi verbalnim napadima okupljenih građana. Vjeruje se kako je taj događaj organiziran po uzoru na sličnu paradu njemačkih zarobljenika u Moskvi za vrijeme Drugog svjetskog rata 1944. godine, ali i kako bi se ruglu izvrgla ukrajinska proslava Dana nezavisnosti, odnosno istovremeno održavana vojna parada u Kijevu. HRW je oštro osudila taj čin kao povredu Ženevskih konvencija.
HRW navodi da Međunarodni krivični sud (MKS) ima mandat istražiti i podići optužnice za ratne zločine počinjene nakon 1. srpnja 2002. Međutim, niti Ukrajina niti Rusija nisu članice Rimskog statuta, te bi stoga MKS jedino imao nadležnost nad ovim sukobom ako bi vlade te dvije države ratificirale statut ili ako Vijeće sigurnosti tu situaciju proslijedi sudu.

## Ruska uloga
SAD i EU su optužili Rusiju za pomaganje proruskim pobunjenicima u Ukrajini. Ruski predsjednik Putin je potom naredio povlačenje ruskih vojnika s ukrajinske granice te je od parlamenta zatražio opoziv odluke kojom se u Ukrajini dopušta vojna intervencija, a koju je predložio u ožujku 2014., prilikom krimske krize. Također je odbio primiti regije Donjecka i Luganska u Rusku Federaciju, za razliku od Krima. Rusija je zanijekala umiješanost u sukobu.
Ipak, razni zapadni mediji izviještavali su da Rusija i dalje naoružava proruske pobunjenike u Ukrajini, kao i da im daje dobrovoljce i streljivo. Potvrđeni su i čečenski borci koji su se borili protiv ukrajinskih snaga. Prema procjenama, i do preko 50% svih proruskih pobunjenika u Ukrajini - bili su građani Rusije. 17. srpnja, uvedene su stoga dodatne sankcije Rusiji: SAD je uzela mjere protiv pojedinih ruskih banaka i energetskih poduzeća, kao što je Rosneft, dok je EU savjetovala Europskoj investicijskoj banci da više ne ulaže u ruske projekte. Ruska burza RTS potom je zabilježila pad vrijednosti dionica od 4%, dok su dionice Rosnefta pale za 5 a Novateka za 11%.
16. kolovoza, vođa proruskih pobunjenika Aleksandar Zaharčenko je pred jednim sastankom objavio da je stiglo pojačanje iz Rusije u obliku "150 oklopnih vozila i 1.200 vojnika koji su četiri mjeseca proveli obuku u Rusiji". 26. kolovoza, ukrajinska vojska je uhitila 10 ruskih vojnika koji su padobranom upali na ukrajinski teritorij. Vojnici su rekli da su ušli u Ukrajinu "zabunom". 28. kolovoza, i Human Rights Watch je u izvještaju naveo da Rusija podupire pobunjeničke snage.
Pojedine međunarodne institucije navode da je u Ukrajini tijekom 2014. i 2015. poginulo najmanje 2.000 ruskih vojnika.

## Američka uloga
Američka vlada je podupirala ukrajinsku teritorijalnu cjelovitost, te pozvala Rusiju da povuče vojsku s ukrajinske granice kako bi "to dalo ukrajinskom narodu priliku da izaberu svoju vlastitu vladu, stvore svoju vlastitu sudbinu i da to učine slobodno bez ikakve prisile ili zastrašivanja".
14. travnja 2014., američka vlada je potvrdila da je ravnatelj CIA-e John O. Brennan posjetio Kijev, ali je osporila ruske navode da je njegova posjeta bila kontroverzna zbog krize u Ukrajini: "Viši službenici CIA-e su redovno posjećivali države radi njegovanja međusobne suradnje o dobrotvornoj sigurnosti koje uključuju i suradnju SAD-a i Rusije koja je sezala do početka razdoblja nakon Hladnog rata.". Washington je odobrio i slanje 3,5 milijuna $ pomoći ukrajinskoj vojsci, kao što su šljemovi, medicinske zalihe, pročišćivači vode i druge nesmrtonosne zalihe. Ukrajinska vlada je pozvala SAD da joj pošalje i oružje, ali je administracija Baracka Obame isprva to odbila, zbog straha od ruske reakcije. Ipak, 2. kolovoza, američko Ministarstvo obrane i ministarstvo vanjskih poslova izvijestili su Kongres o namjeri da se 19 milijuna $ upotrijebi za obuku i opremanje četiri ukrajinske kompanije i jedno taktičko sjedište ukrajinske nacionalne garde u sklopu njihovih napora da stvore kapacitet za unutarnju obranu.

## Vrsta rata
Human Rights Watch (HRW) je u izvješću od 1. srpnja 2014. naveo da je rat u istočnoj Ukrajini "unutarnji oružani sukob": iako smatra da je vojska Rusije preuzimanjem Krima pod svoju kontrolu "primijenila međunarodni zakon okupacije tog teritorija", nije se uključila u sukob na istoku Ukrajine, te se stoga ne radi o međunarodnom sukobu između Ukrajine i Rusije. Ipak, 11. rujna je revidirao izvješće, koji je u obzir uzeo aktivnosti na rusko-ukrajinskoj granici od sredine kolovoza, te naveo da "sukobi ruskih redovnih snaga i ukrajinskih redovnih snaga predstavljaju međunarodni oružani sukob".
NATO smatra da je sukob rat s ruskom paravojskom, a drugi ga smatraju tzv. "ratom preko posrednika". Međunarodni odbor Crvenog križa, posrednik međunarodnog prava za UN, opisao je događaje u Donbasu kao "ne-međunarodni oružani sukob". To je navelo neke da opišu tu izjavu kao potvrdu da se radi o "građanskom ratu".
Predsjedatelj ukrajinskog parlamenta i bivši ukrajinski predsjednik Oleksandr Turčinov smatra da je sukob izravan rat Ukrajine i Rusije.
 Ove satelitske snimke s izvještajima o zarobljenim vojnicima Rusije u Ukrajini te očevicima koji govore o ruskim vojnicima i vojnim vozilima kako prelaze preko granice ne ostavljaju sumnju da je ovo sada međunarodni oružani sukob. – Salil Shetty, Amnesty International

## Propaganda
"Postoji ozbiljna zabrinutost da ljudi - i u Rusiji i u Ukrajini, a osobito na Krimu - mogu postati podložni propagandi i dezinformacijama putem široke zlouporabe medija, što dovodi do iskrivljavanja činjenica.

Kao i kod većine ratova, i u ratu u istočnoj Ukrajini obje strane su emotivno reagirale te su informacije o svemu što se na početku događalo u većini slučajeva bile propaganda jedne ili druge strane, a na nju su se znali navući i mediji koji bi se u nekim normalnim okolnostima trebali smatrati pouzdanima. 
Nakon svrgavanje Janukovičeve vlade, HRW je navodio kako su mediji u Rusiji izvještavali kako su novu vlast u Kijevu "preuzeli nacisti" te slali zastrašujuće poruke o "grozotama" i prijetnjama prema Rusima u Ukrajini, kojima stoga treba "zaštita". Državni program Vesti je prilikom izbijanja sukoba i prvih žrtava nazvao događaje u istočnoj Ukrajini "genocidom". Putin je nijekao umiješanost Rusije s događajima na istoku Ukrajine, ali je obrazac - maskirani ljudi preuzimaju zgradu jednu po jednu uoči referenduma o statusu Donjecka i Luganska - bio isti kao i scenarij na Krimu ranije, samo da bi Putin naknadno priznao rusku ulogu u istom. 15.4., ruski premijer Dmitrij Medvedev je izjavio kako je "opet prolivena krv u Ukrajini" te pozvao Ukrajince da odluče o vlastitoj budućnosti "bez pučista, nacionalista i bandita, bez tenkova i oklopnih vozila, i bez tajnih posjeta ravnatelja CIA-e". Ruski državni mediji oslikavali su sliku o opasnosti u istočnoj Ukrajini, iako su istu stvorili sami proruski pobunjenici kada su preuzeli javne zgrade i postavili barikade. 
Ruski mediji govorili su i o "zapadnoj agresiji" u Ukrajini. Program Rossija 24 je naveo da je "11 mirnih proruskih prosvjednika ubijeno u blizini Kramatorska", iako je u stvarnosti zabilježeno tek nekoliko manjih ozljeda. Rusko Ministarstvo vanjskih poslova čak je osporilo i izvještaj UN-a jer je "ignorirao neprovjereni rast agresivnog nacionalizma i neonacizma u Ukrajini" te dodao da je dokument "prepun selektivnosti". U Donjecku, održana je improvizirana pozornica na kojoj je jedna žena hvalila narodnu republiku i čitala pjesmu sa stihom: "Prokleta bila, Ukrajino, ovo više nije tvoja zemlja." HRW je upozorio da je "neumoljiva ruska propaganda stvorila mit o "fašističkoj hunti" koja je preuzela vodstvo Ukrajine".
HRW je upozorio i da je ruski veleposlanik Sergej Lavrov na konferenciji za novinare selektivno citirao jedino njihov izvještaj o kršenju pravila ratovanja s ukrajinske strane, a ne i sa strane proruskih pobunjenika. Izvještaj UN-a naveo je da su prijetnje za Ruse na istoku Ukrajine, koje su navodili ruski mediji i vlada, bile preuveličane: "Iako je bilo nekoliko napada protiv ruske zajednice, oni nisu bili niti sustavni niti rasprostranjeni." Lilia Ševcova, stručnjak za rusku politiku u moskovskom centru Carnegie, je izjavila: "Ne možemo nikome vjerovati. Čak i tijekom sovjetske propagande, kada su govorili sa sovjetskim ljudima, bilo je nekih pravila. Sada, nema više nikakvih pravila. Možeš bilo što izmisliti." 
Prema jednoj anketi, 54 % ruskih ispitanika je izjavilo da im "ne smeta što mediji iskrivljuju vijesti ako se to radi zbog nacionalnih interesa".
I ukrajinska strana je imala naznaka pristranosti i propagande: izvještaj UN-a navodi kako je ukrajinsko TV vijeće zabranilo emitiranje 12 ruskih TV programa. Privremeni ukrajinski predsjednik Arsenij Jacenjuk je na početku rata preuveličao sukob izjavom da "Rusija želi zbog Ukrajine započeti treći svjetski rat". Proruske pobunjenike kijevska vlada je nazivala "teroristima" a prilikom nekih teških napada i bitaka, umanjivao se ili prikrivao broj poginulih i opseg kolateralne štete. Pojedine banke i poslovne grane pod ruskim vlasništvom su napadnuti od aktivista te optuženi da "financiraju terorizam na istoku". Bilo je i slučajeva u kojima su i mirni proruski prosvjednici napadnuti i zlostavljani, iako o tome ukrajinski mediji nisu govorili. I Zapad je imao naznake pristranosti: američki službenici širili su neprovjerene fotografije koje navodno pokazuju ruske bacače raketa koje su nosili proruski prosvjednici na istoku Ukrajine, što nije potvrđeno. Prilikom obaranje malezijskog putničkog aviona 17.7., neki britanski i američki političari su brzo svalili krivnju na Putina, iako izvještaj i istraga tada nisu još provedene te nije bilo poznato tko je doista kriv za tu nezgodu.

## Kontekst
Odnosi Ukrajine i Rusije u 21. stoljeću bili su promjenjivi. Dio tenzija pripisuje se Putinovom planu da uključi Ukrajinu u Euroazijsku uniju, koja je 2014. naposljetku stvorena tek od Rusije, Kazahstana i Bjelorusije, nakon što se nova proeuropska vlada u Kijevu radije odlučila za EU. Još 2001., Vladimir Putin je tadašnjem ukrajinskom predsjednik, Leonidu Kučmi, dao do znanja da će Ukrajina dobivati ruski plin po niskoj cijeni ako se pridruži uniji Rusije i Bjelorusije, a "visoku ako će se ponašati kao zapadnoeuropska zemlja". Potkraj 2003., čak se pojavila kriza kada je Rusija počela graditi nasip kroz Azovsko more, koji je prijetio priključiti i ukrajinski otok Tuzlu. Kriza je razriješena kada je Kučma pristao da Ukrajina ostane u "jedinstvenom ekonomskom području" s Rusijom. Putinovo nastojanje da ukrajinska orijentacija ostane prema istoku dovela je do toga da je otvoreno stao na stranu proruskog kandidata Viktora Janukoviča, čak i prije preliminarnih izbora za predsjednika 2004. Nakon sumnje u regularnost izbora, već tada su se javile snažne proeuropske struje: oko pola milijuna ljudi je prosvjedovalo u Kijevu u znak podrške proeuropskom kandidatu Viktoru Juščenku. Kada je Vrhovni sud odredio nove izbore, Putin je izjavio da se radi o "opasnom presedanu koji prijeti destabilizirati postosvjetski prostor". Na kraju, Putin je morao prihvatiti nove izbore, na kojima je pobijedio Juščenko. Nova premijerka, Julija Timošenko, je izjavila da je Ukrajina spremna sudjelovati u ruskom "ekonomskom pojasu" dok god to ne sprječava njenu zemlju da se pridruži Zapadu, dakle Svjetskoj trgovinskoj organizaciji, EU, a možda i NATO savezu. Nova ukrajinska vlada našla se u raznim problemima, koji su pojačani kada je Putin 2006. povećao cijenu plina Ukrajini s 50$ na 220-230$ po kubičnom metru. Iako se takva odluka pravdala tržišnim razlozima, cijena plina za prorusku Bjelorusiju i Pridnjestrovlje je ostala ista. Juščenko je prijetio povećati cijene ruskim vojnim bazama na Krimu, nakon čega je Putin zaprijetio preispitivanju vlasništva cijelog poluotoka.
Zapad je u Novoj Rusiji pronašao paralele s ruskim intervencijama u stvaranju Pridnjestrovlja u Moldaviji i Južnoj Osetiji i Abhaziji u Gruziji, kao i u Nagorno-Karabahu u Azerbajdžanu, u kontekstu šire moskovske politike "smrznutih sukoba" koji se mogu bilo kada ponovno aktivirati te tako osigurati ruski utjecaj nad politikom neke države. Ukrajinski premijer Jacenjuk optužio je Putina da pokušava stvoriti novi "krnji SSSR". Drugi se ne slažu te smatraju da je krajnji cilj Rusije spriječiti eventualni ulazak Ukrajine u NATO, iako je NATO svojedobno još 2008. odbio njeno članstvo.

## Posljedice
"Separatizam i promjene granica se moraju čvrsto odbaciti, a temeljni principi OESS-a poštovati u krizi u Ukrajini."

UNHCR je objavio da je do 27. lipnja 2014. u Ukrajini zabilježeno 54.400 raseljenih osoba, od čega je oko 12.000 bilo s Krima, dok je ostatak bio s istočnih dijelova zemlje. U Rusiji je zabilježeno 110.000 ukrajinskih izbjeglica, dok je 750 njih zatražilo azil u Poljskoj, Bjelorusiji, Rumunjskoj i Češkoj. 5. kolovoza, u Ukrajini je zabilježeno 117.000 raseljenih osoba, dok je broj ukrajinskih izbjeglica u Rusiji porastao na 730.000 osoba. U Ukrajini, većina raseljenih je smješteno u privatne kuće ili studentske domove. Do 2. rujna možda je bilo i preko milijun raseljenih ili izbjeglica. UN-ov Ured za koordinaciju humanitarnih poslova (OCHA) pak navodi malo drugačije podatke: 262.977 raseljenih osoba u Ukrajini, te 366.866 izbjeglica koje je napustilo državu, od čega je 325.907 zatražilo azil u Rusiji. Nakon što je ukrajinska vlada ponovno uspostavila kontrolu nad nekim naseljima, raseljene osobe su se većinom vratile svojim domovima. Tako se primjerice 20.000 osoba ponovno vratilo u Slavjansk nakon završetka bitke.
U prvih tri mjeseca rata, do 15. srpnja 2014. je poginulo preko 1.000 civila i vojnika. 15. kolovoza, objavljeno je da je broj poginulih prešao broj od 2.000, a 8. rujna da je preko 3.000 poginulo.
I materijalne štete se procjenjuju vrlo teškima. Oružane skupine su dovele do razaranja u Donbasu, koje je domaćin teške industrije Ukrajine. 10. srpnja, Kijev je procjenio da će trebati izdvojiti najmanje 750 milijuna $ iz svojeg proračuna kako bi sanirao štete na istoku države. OCHA navodi da je uništeno ili oštećeno 11.325 privatnih ili javnih postrojbi čiji će popravak koštati 900 milijuna $.
U Rusiji, Putin je iskoristio rat kako bi povećao represiju nad ljudskim pravima: povećana je cenzura na internetu, uvedena restrikcija nad javnim okupljanjima dok su osobe koje se nisu slagale s ruskom politikom u ukrajinskom ratu proglašene "nacionalnim izdajicama".

## Izvještaji i literatura
- Donaldson, Robert H.; Nogee, Joseph L. 2005. The Foreign Policy of Russia: Changing Systems, Enduring Interests. M.E. Sharpe. ISBN 9780765627414CS1 održavanje: parametar ref identičan predodređenom (link)
- Pifer, Steven. 2009. Averting Crisis in Ukraine, Izdanje 41 iz CSR. Council on Foreign Relations. ISBN 9780876094273
- UN. 2004. Promoting Energy Efficiency, Country Report, Ukraine. United Nations Publications. ISBN 9789211010916
- OCHA. 2014. UKRAINE - Situation report No.11 as of 12 September 2014 (PDF). Ured za koordinaciju humanitarnih poslovaCS1 održavanje: parametar ref identičan predodređenom (link)
- UNHCHR. 15.4. 2014. Report on the human rights situation in Ukraine. Visoki povjerenik UN-a za ljudska prava Provjerite vrijednost datuma u parametru: |year= (pomoć)
- UN. 15.5. 2014. Report on the human rights situation in Ukraine (PDF). Visoki povjerenik UN-a za ljudska prava Provjerite vrijednost datuma u parametru: |year= (pomoć)
- OHCHR. 15.7. 2014. Report on the human rights situation in Ukraine (PDF). Visoki povjerenik UN-a za ljudska prava Provjerite vrijednost datuma u parametru: |year= (pomoć)
- Visoki povjerenik UN-a za ljudska prava. 28. kolovoza 2014. Report on the human rights situation in Ukraine, 17 August 2014 (PDF)